# Pheng Xat Lao
Pheng Xat Lao (laoski:. ເພງ ຊາດ ລາວ; hrvatski: Narodna himna) je državna himna Laosa. 
Dr. Thongdy Sounthonevichit skladao je glazbu i napisao tekst 1941. godine. Usvojena je kao himna Kraljevstva Laos 1945. godine. Izvorni tekst se promijenio, nakon što je komunistički politički pokret Pathet Lao pobijedio u Laoškom građanskom ratu. Nove riječi himne napisao je Sisana Sisane.

## Laoski jezik
ຊາດລາວຕັ້ງແຕ່ໃດມາ ລາວທຸກຖ້ວນຫນ້າເຊີດຊູສຸດໃຈ
ຮ່ວມແຮງຮ່ວມຈິດຮ່ວມໃຈ ສາມັກຄີກັນເປັນກຳລັງດຽວ
ເດັດດ່ຽວພ້ອມກັນກ້າວຫນ້າ ບູຊາຊູກຽດຂອງລາວ
ສົ່ງເສີມໃຊ້ສິດເປັນເຈົ້າ ລາວທຸກຊົນເຜົ່າສະເໝີພາບກັນ
ບໍ່ໃຫ້ຝູງຈັກກະພັດ ແລະພວກຂາຍຊາດ
ເຂົ້າມາລົບກວນ ລາວທັງມວນຊູເອກະລາດ
ອິດສະລະພາບ ຂອງຊາດລາວໄວ້
ຕັດສິນໃຈສູ້ຊິງເອົາໄຊ ພາຊາດກ້າວໄປສູ່ຄວາມວັດທະນາ

## Engleski jezik
For all time the Lao people 

Have glorified their Fatherland,

United in heart, 

Spirit and vigour as one.

Resolutely moving forwards,

Respecting and increasing the dignity of the Lao people

And proclaiming the right to be their own masters.

The Lao people of all origins are equal

And will no longer allow imperialists 

And traitors to harm them.

The entire people will safeguard the independence

And the freedom of the Lao nation.

They are resolved to struggle for victory

In order to lead the nation to prosperity.